# Neominettia holosericea
Neominettia holosericea är en tvåvingeart som först beskrevs av Fabricius 1805.  Neominettia holosericea ingår i släktet Neominettia och familjen lövflugor. Inga underarter finns listade i Catalogue of Life.